# Dodworth
Dodworth è un paese della contea del South Yorkshire, in Inghilterra.